# Gregor Csiky

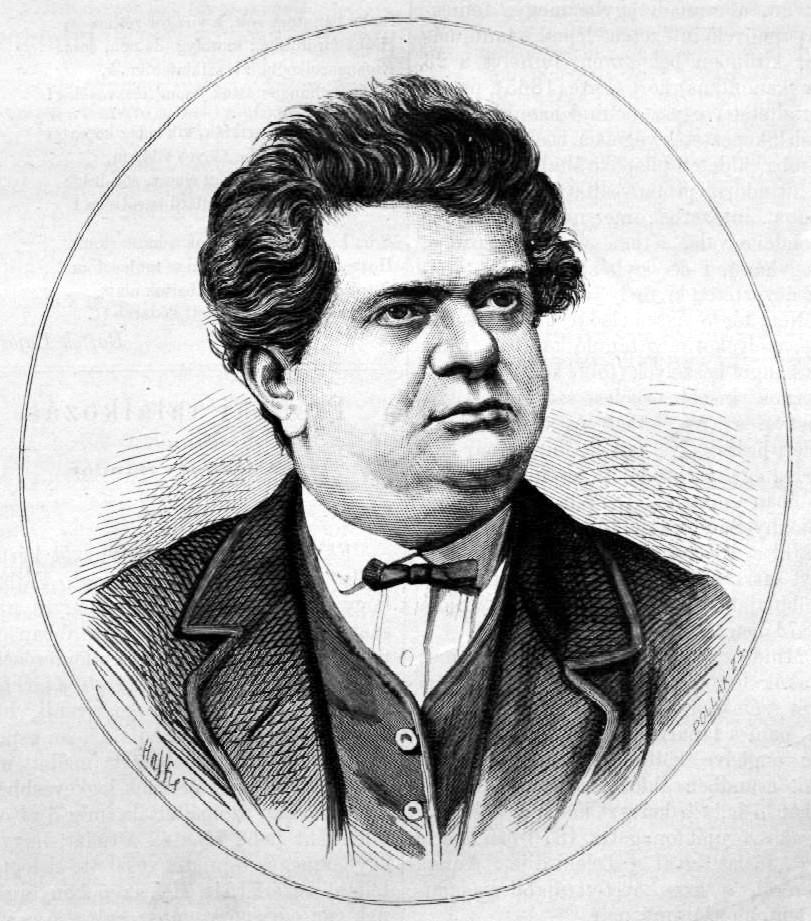
Gregor Csiky

Gregor Csiky oder ungarisch Csiky Gergely (* 8. Dezember 1842 in Pankota, Komitat Arad; † 19. November 1891 in Budapest, Königreich Ungarn) war ein ungarischer Schriftsteller.

## Leben
Csiky studierte Theologie in Pest und Wien und war von 1870 bis 1878 Professor am Katholischen Priesterseminar im damaligen Temesvár. Später trat er der Evangelischen Kirche bei und begann seine Karriere als Autor. Mit seinen Romanen und Büchern über sakrale Baukunst hatte er in der Anfangszeit bescheidene Erfolge, worauf er sich als Theaterautor versuchte und damit umgehende Anerkennung erhielt.
Für sein Bühnenstück Az ellenállhatatlan (Unwiderstehlich) erhielt er den Preis der Ungarischen Akademie der Wissenschaften. Die Akademie würdigte seine Direktheit, Frische, realistische Vitalität, und seinen sehr eigenen Stil. Es folgten unter anderem die Werke A Proletárok (Proletariat), Buborékok (Blasen), Két szerelem (Zwei Lieben), A szégyenlős (Der Schüchterne) und Athalia.
Er übersetzte weiterhin Werke der Klassiker Sophokles und Plautus in die ungarische Sprache. Seine Romane Arnold und Az Atlasz család (Die Atlas Familie) gehören zu seinen bekanntesten Werken.